# Fear City – Manhattan 2 Uhr nachts
Fear City – Manhattan 2 Uhr nachts (Originaltitel: Fear City) ist ein US-amerikanischer Neo-Noir Erotik-Thriller des Regisseurs Abel Ferrara aus dem Jahr 1984 mit Tom Berenger in der Hauptrolle.

## Handlung
Matt Rossi, früher ein Boxsportler, führt gemeinsam mit seinem Freund Nicky Parzeno eine Managementfirma, die Stripperinnen vermittelt. Eines Nachts überfällt ein Psychopath eine der Stripperinnen auf ihrem Heimweg und tötet sie. Rossi und Parzeno verdächtigen sofort den rivalisierenden Promoter Lou Goldstein, aber er bestreitet vehement jede Beteiligung. Detektiv Al Wheeler wird mit dem Fall betraut, zeigt aber deutlich seine Abneigung gegenüber Rossi und dessen Berufsstand. Er ist überzeugt, dass die Leute mehr wissen, als sie zugeben. Kurz darauf wird auch Tänzerin Leila von dem unbekannten Stalker in der U-Bahn angegriffen und muss mit schweren Verletzungen ins Krankenhaus eingeliefert werden, wo sie Tage später stirbt. Aus Angst vor weiteren Attacken wollen Rossis und Parzenos Stripperinnen ihre Arbeit einstellen, bis der Täter gefasst ist.
Detektiv Wheeler hat die Vermutung, dass die Angriffe möglicherweise nichts mit Rossis Rivalen zu tun haben, sondern das Werk einer einzelnen Person sind. Ein Mann, der wilde Martial-Arts-Taktiken beherrscht und der seinen eigenen Krieg gegen den „Schmutz“ führt. Dieser Verdacht verstärkt sich als eine andere Tänzerin in ihrer eigenen Wohnung getötet und auch eine von Goldsteins Stripperinnen in einem Park ermordet wird. Parzeno und Goldstein schließen daraufhin einen Pakt, um die Sicherheit für ihre Mädchen zu gewährleisten. Aber nachdem eine weitere Tänzerin mit einem Schwert enthauptet wird, fühlen sich Rossi und Parzeno praktisch machtlos. In ihrer Wut greifen sie in einem ihrer Clubs einen Mann an, da sie fälschlicherweise glauben, dass er der Mörder ist. Damit verärgern sie Detektiv Wheeler, der von Selbstjustiz nichts hält und Rossi festnimmt. Während er ihn vernimmt, geraten Parzeno und seine Freundin Ruby in einen Hinterhalt des Mörders. Sie schaffen es jedoch, ihn lange genug abzuwehren, bis Hilfe eintrifft. Parzeno wird dabei schwer verletzt und ins Krankenhaus eingeliefert. Unerwartet steht Rossi dem Täter schon bald selbst gegenüber, als dieser gerade seine Freundin Loretta angreift. In der Situation des Zweikampfs kommt Rossi seine Boxerfahrung zugute und er beginnt dem Mörder eine Reihe von Schlägen zu versetzen. Nach einigen Treffern im Gesicht des Mannes, das schon bald blutig anschwillt, stürzt er bewusstlos zu Boden und schlägt hart auf dem Bürgersteig auf. Wheeler und sein Partner tauchen auf und bestätigen, dass der Mörder nun getötet wurde. Die Abneigung des Detektivs gegenüber Rossi schwindet etwas und er meint: er könnte ein Held sein.

## Kritiken
Prisma-Online schrieb, der Film sei „atmosphärisch dicht“, seine Inszenierung folge „bewährten Mustern“. Er beinhalte „rüde Gewalt- und Actionsequenzen“. Die Leistungen der Schauspieler seien gut. Die Gesamtbewertung der Redaktion war ein Meisterwerk des Genres, das jedoch nicht für „empfindsame Gemüter“ bestimmt sei.
Janet Maslin schrieb in der Zeitung The New York Times vom 16. Februar 1985, der Regisseur Abel Ferrara habe einen „sehr individuellen Stil“, der „meistens die Grenzen des Genres überschreite“. Der Film sei besser als die meisten Filme, die Gewalt, Sexismus und Rassismus thematisieren würden. Er beinhalte originelle Elemente und zeichne sich visuell aus. „‚Fear City‘ ist nicht nur wegen seiner exzentrischen Castings sehenswert, sondern zeigt auch Mr. Ferraras Geschick mit Actionszenen und mit nonverbaler Erzählung. Zum Beispiel sind einige der Rückblenden in die Jugend des Boxers fantasievoll gestaltet.“
Für die Chicago Tribune kritisierte Gene Siskel:„‚Fear City‘ befasst sich nur mit oberflächlichem Nervenkitzel – exotische Tänzer, Kampfkünste, Messerattacken und KO-Schläge.“ Das „was übrig bleibt, ist ein zweitklassiger urbaner Thriller voller Elemente, die aus den unendlich besseren Filmen von Martin Scorsese übernommen wurden.“